# Горская, Алла Александровна
А́лла Алекса́ндровна Го́рская (укр. Алла Олександрівна Горська; 18 сентября 1929, Ялта — 28 ноября 1970, Васильков) — украинская советская художница, диссидент, деятель правозащитного движения 1960-х годов в Украинской ССР.

## Биография
Алла родилась в Ялте в 1929 году. Её отец, Александр Валентинович Горский, был одним из организаторов советского кинопроизводства, в 1931 году он стал директором Ялтинской киностудии. В 1932 году Александр Валентинович с семьёй переехал в Москву, где занял должность начальника производства треста «Востокфильм», а в 1933 году — в Ленинград, где А. В. Горский сначала был заместителем директора, а потом — директором Ленинградской киностудии. После войны работал директором Одесской и Киевской киностудий.
Война застала 11-летнюю Аллу вместе с матерью и старшим братом Арсением (погиб в апреле 1943 года в пехотном бою на Ленинградском фронте) в Ленинграде. Пережив блокаду, летом 1943 года Алла с матерью эвакуировались в Алма-Ату, где уже работал на объединённой киностудии Александр Валентинович. В Алма-Ате семья была недолго и в конце 1943 года переехала в Киев.
С 1946 по 1948 год А. Горская училась в Киевской художественной средней школе имени Шевченко, где преподавателем по специальности был Владимир Бондаренко. Окончив школу с золотой медалью, поступила на живописный факультет Киевского художественного института. Её учителями были М. Шаронов и С. Григорьев. Летом 1952 года она вышла замуж за студента этого же вуза Виктора Зарецкого. Через два года, окончив институт, Горская работала по специальности в области станковой и монументальной живописи.
Алла Горская погибла 28 ноября 1970 года в городе Василькове, по официальной версии — от рук своего свёкра, который убил её ударом топора по голове. Похороны Горской 7 декабря на Городском (Берковецком) кладбище в Киеве превратились в митинг протеста.

### Творческая деятельность
В 1959 году по работам шахтёрского цикла Горскую приняли в Союз художников. На подъёме «оттепели» 1960-х гг. она работала в селах Чернобыльского района, где создала полотна «Припять. Паром», «Азбука», «Хлеб». Художница разработала эскизы к декорациям спектаклей «Нож в солнце» по поэме И. Драча, «Так пропал Гуска» М. Кулиша, «Правда и кривда» М. Стельмаха (режиссёр Л. Танюк). Спектакли, готовые к постановке, были запрещены.
В 1964 году Алла Горская в соавторстве с Панасом Заливахой, Людмилой Семыкиной, Галиной Севрук и Галиной Зубченко создала в Киевском университете витраж «Шевченко. Мать». Витраж был уничтожен администрацией университета по распоряжению горкома партии. Созванная после этого комиссия квалифицировала его как идеологически враждебный. Горскую исключили из Союза художников, однако через год восстановили в членстве.
А. Горская — автор многочисленных художественных произведений: «Автопортрет с сыном» (1960), «Портрет отца» (1960), «Азбука» (1960), «Возле реки» (1962—1963), «Портрет В. Симоненко» (1963) и другие. В её графике было дано новое трактование образов Т. Шевченко, А. Довженко. Со своим мужем В. Зарецким, художниками-единомышленниками — Г. Синицей, Г. Марченко, Б. Плаксием, В. Смирновым художница в Донецке, Киеве, Краснодоне создала ряд монументальных работ, отмеченных влиянием украинского барокко и мексиканского монументализма. Её творчество опиралось на традиции киевской академической школы, народное искусство, украинский авангард 1920-х, бойчукизм.
Живопись и графика Аллы Горской находятся в Национальном художественном музее (Киев), Национальном художественном музее им. А. Шептицкого (Львов), одной из крупнейших в мире коллекций советского нонконформизма Нортона и Ненси Додж (Ратгерский университет), музее Берлинской стены «Чекпойнт Чарли», ряде других собраний.

### Общественная деятельность
Алла Горская вместе с Лесем Танюком, Василием Симоненко и Иваном Светличным была одним из организаторов и активным членом Клуба творческой молодёжи «Современник» (1959—1964) в Киеве. Она принимала участие в организации литературно-художественных вечеров, подготовке ежегодных Шевченковских праздников и др.
В 1962 году А. Горская вместе с В. Симоненко и Л. Танюком обнаружили в Быковне, на Лукьяновском и Васильковском кладбищах места захоронения расстрелянных органами НКВД в 1930—1940-х годах, о чём было сделано заявление в Киевский городской совет («Меморандум № 2»).
А. Горская, входя в группу «шестидесятников», принимала активное участие в украинском правозащитном движении. Она материально и морально поддерживала семьи политзаключённых, состояла в переписке с ними. В апреле 1966 года подала ходатайство на защиту П. Заливахи. Диссиденты, возвращавшиеся из заключения, обращались к ней за помощью.
Горская была на процессе В. Черновола, проходившем 15 сентября 1967 года во Львове, где с группой киевлян заявила протест против незаконного ведения суда. В апреле 1968 года она поставила свою подпись под письмом-протестом 139 деятелей науки и культуры к руководителям СССР в связи с арестами и закрытыми судами над диссидентами и была снова исключена из Союза художников.
За участие в акциях протеста в 1965—1968 годах против расправы над украинскими диссидентами Горская подверглась преследованиям со стороны советских органов безопасности. По Киеву и всей Украине распространялись слухи о существовании террористической бандеровской организации, руководимой западными спецслужбами. Одним из руководителей этой организации называли Горскую.
В 1970 году Горскую вызвали на допрос в Ивано-Франковск по делу арестованного В. Мороза, но она отказалась давать показания. За несколько дней до смерти она составила протест в Верховный суд УССР о незаконности и жестокости приговора В. Морозу.

### Версии гибели
Следствие, которое вела прокуратура Киевской области, пришло к выводу, что Горскую убил её свёкор из-за личной неприязни, после чего покончил жизнь самоубийством. Одна из неофициальных версий приписывает убийство КГБ, который якобы мстил Горской за обнародование вместе с Л. Танюком и В. Симоненко фактов массовых захоронений расстрелянных НКВД в Быковне.
В 2008—2009 годах в Отраслевом государственном архиве Службы безопасности Украины был рассекречен Фонд 16 (докладные, сообщения, справки председателя КГБ УССР первому секретарю ЦК КПУ), где содержатся документы, которые непосредственно относятся к Алле Горской. Руководству КГБ общая картина преступления, личность и мотивация убийцы были известны раньше, чем начались следственные действия. В это же время КГБ докладывало в ЦК о фиксации настроений растерянности, дезориентации и страха украинской общественности.
В 1999 году открыт новый памятник на могиле А. Горской — автор В. Прядка.

## Творческое наследие

### Рисунки
- «Автопортрет с сыном» (1960)
- «Портрет отца» (1960 или 1961, возможно было два портрета)
- «Азбука» (1960)
- «У реки» (1962—1963)
- «Портрет В. Симоненко» (1963)
- Подсолнечник (портрет Е. Сверстюка) (1963)
- Эскиз витража к 150-летию Тараса Шевченко (1964) (в соавторстве с А. Заливахой, Л. Семыкиной, Г. Зубченко, Г. Севрук)

### Витражи
- «Шевченко. Мать» (1964) в соавторстве с А. Заливахой, Л. Семыкиной, Г. Севрук и Г. Зубченко. Был расположен в Киевском университете и уничтожен по распоряжению руководства Киевского горкома КПУ (сохранился эскиз, который хранится в Национальном музее литературы).

### Мозаики
- «Прометеи», «Земля», «Огонь» и другие (1965—1966) в Экспериментальной средней школе № 5 Донецка (арх. И. Каракис и др.) совместно с В. Зарецким и др.
- «Дерево жизни», «Птица-мечта» в ресторане «Украина» в Мариуполе (совместно с В. Зарецким и др.). Разрушены в результате российских бомбардировок города в 2022 году[4].
- «Ветер»[укр.] в ресторане «Ветряк» (Киев, 1967, в соавторстве с Б. Плаксием, В. Зарецким). Панно на фасаде ресторана было закрыто гипсокартоном и логотипом ресторана в ходе реконструкции в 2010-х годах, в 2019 восстановлено.
- «Женщина-птица» («Берегиня», 1966) в Донецке, совместно с В. Зарецким и Г. Синицей.

### Другие произведения
- «Земля» (1968) (в соавторстве с Б. Плаксием, В. Зарецким) — сделано из древесной коры, соломы, лыка и дерева.

## Фильмы про Аллу Горскую
- 1991 — «Всем нам смерть суждена заранее…» (укр. «Усім нам смерть судилася зарання…»), режиссёр С. Дудка, оператор Е. Сологуб, Укртелефильм
- 2001 — «Алла Горская» (укр. «Алла Горська»), режиссёр-постановщик Елена Левченко, Киностудия имени А. Довженко, Украинская студия хроникально-документальных фильмов
- 2019 — «Запрещённый» (укр. «Заборонений»), фильм режиссёра Романа Бровко, раскрывающий не только судьбу главного героя, Василия Стуса, но и тему диссидентского движения на Украине времён СССР, которая была табуирована долгие десятилетия. Алла Горская играет одну из ключевых ролей в сюжете.